# 东风4E型柴油机车
东风4E型柴油机车（DF4E）是中国铁路使用的一种电力传动柴油机车。该型机车是为满足中国铁路货运“重载、提速”的需要，由四方机车车辆厂于1994年设计制造的双机重联干线货运用柴油机车，同年年底完成首台样车试制。东风4E型机车是在东风4B型柴油机车的基础上设计而成，实质上相当于两节固定联挂的东风4B型机车，两节单司机室机车通过微机控制重联装置实现同步控制，机车标称功率为2×2,700马力（2,000千瓦），是当时中国国内牵引功率最大的柴油机车。机车动力装置采用由四方机车车辆厂自行制造的16V240ZJB型柴油机，机车还采用了永济电机厂引进美国通用电气技术生产的ZD109A型牵引电动机，有效扩大了机车恒功率调速范围，并使牵引电动机的可靠性得到提高。1994年至1997年，四方机车车辆厂共生产了16台东风4E型机车，全部配属上海铁路局南翔机务段运用，担当沪宁铁路的重载货物列车牵引任务。1990年代末，随着新一代大功率重载货运柴油机车——东风8B型柴油机车面世，逐渐取代了燃油消耗率较高及运用灵活性较差的东风4E型机车。2002年，全部东风4E型机车由戚墅堰机车车辆厂改造为32台东风4B型货运机车。

## 发展历史

### 开发背景
从1980年代起，中国实行改革开放后随着国民经济的发展，中国铁路货物运输量迅速增长，铁路运输能力与运量增长的矛盾越趋突出。“六五”及“七五”期间，中华人民共和国铁道部确定了以“货运重载、客运高速”、提高运输能力为方针的铁路科技发展规划，并将铁路货运重载配套技术列入研究开发的主攻方向之一，致力提高机车牵引功率和货车装载重量。为了缓和繁忙干线运输能力紧张的局面，铁道部决定通过调整机车类型、延长货物列车长度、提高牵引定数的办法，在京沪、京广、京哈铁路等主要干线开行5000吨级重载混编货物列车。“七五”期间根据铁道部“中取华东”的铁路建设战略，对沪宁铁路（京沪铁路沪宁段）进行了提速扩能改造，并扩建了南翔及南京东编组站。为了满足沪宁铁路提高列车重量后的牵引需要，大连机车车辆厂于1993年8月根据铁道部的指示，试制了两台具有重联装置的东风4B型柴油机车，配属上海铁路局南翔机务段使用，并向南翔机务段提交了重联机车的改造图纸，由机务段自行对该段配属的东风4B型机车进行加装重联装置的改造。

### 研制过程
1994年初，铁道部颁发了新的《铁路主要技术政策》（铁科技〔1993〕166号文），再次强调“大力提高列车重量”和“努力提高列车速度”的方针，明确指出在繁忙干线开行5000～6000吨级重载列车是提高货运能力的重要出路，并且货物列车的最高速度应逐步提高到90公里/小时。在南翔机务段加紧对东风4B型机车进行双机重联技术改造的同时，铁道部机务局于以《铁机函（1994）177号》文向四方机车车辆厂下达关于研制东风4E型重联柴油机车的设计任务书，并要求在1994年内完成试制及交付第一组机车。为了便于铁路机务部门的运用、维护和保养，东风4E型机车是在东风4B型机车的基础上设计而成，实质上相当于两节固定联挂的东风4B型机车，两节单司机室机车通过微机控制重联装置实现同步控制。1994年2月，铁道部科教司批准大连内燃机车研究所立项研制“电传动内燃机车重联装置”。1994年5月26日，铁道部在北京召开东风4E型机车设计审查会议，通过了机车设计方案并进入试制阶段。1994年12月，大连内燃机车研究所研制的重联装置完成实验室模拟试验后，发往四方机车车辆厂装车。1994年12月28日，第一组东风4E型0001号机车在四方机车车辆厂完成组装。1995年1月至3月，开始在厂内进行单机水阻试验和静态重联功能试验，随后在胶济铁路青岛至潍坊东之间进行了正线重联运行试验和出厂验收运行试验。1995年4月19日，东风4E型0001号机车到达所配属的上海铁路局南翔机务段，在沪宁铁路按重载交路投入性能试验和运用考核。

### 提速试验
1995年，中国铁路正式奏响了既有线大提速的前奏，关于繁忙干线提速的研究与试验全面展开。1995年9月16日至22日，沪宁铁路进行了首次货物列车提速试验，试验列车分别由东风8型柴油机车和东风4E型柴油机车牵引，按三种不同的编组方式在南翔至南京东、南京东至常州东之间往返运行，分别为东风8型机车单机牵引4200吨、东风4E型机车牵引4200吨、东风4E型机车牵引5000吨，列车编组以C62A型及C64型敞车为主，并加挂SY 97050牵引动力试验车以收集测试数据，主要试验项目包括机车起动加速性能、列车运行时分、列车常用及紧急制动、调速制动性能等。试验结果显示，东风4E型机车的起动加速能力远优于东风8型机车。当东风4E型机车牵引4200吨列车时，平直道起动加速到80公里/小时的所需时间和距离为8分16秒和7.32公里，加速到90公里/小时的所需时间和距离为11分21秒和11.75公里，最高速度可达100.4公里/小时。当东风4E型机车牵引5000吨列车时，平直道起动加速到80公里/小时的所需时间和距离为9分21秒和8.52公里，最高速度可达96.5公里/小时，沪宁之间的全程运行时间为3小时46分钟，比当时中国国内货物列车的平均速度提高了一倍，证明其能够满足“九五”期间铁路高速重载的需求。。
沪宁铁路提速试验结束后，四方机车车辆厂于1996年完成了东风4E型机车的图纸整理工作，并通过了铁道部机务局的审查，开始批量生产东风4E型机车。1994年至1997年间，四方机车车辆厂共生产了16组东风4E型柴油机车（0001～0016），全部均配属上海铁路局南翔机务段使用，主要担当沪宁铁路南翔至南京东区段牵引5000吨以上的重载货运列车，代替了原来双机重联牵引的ND5型柴油机车（配属南京东机务段，南翔机务段支配运用）。

### 机车改造

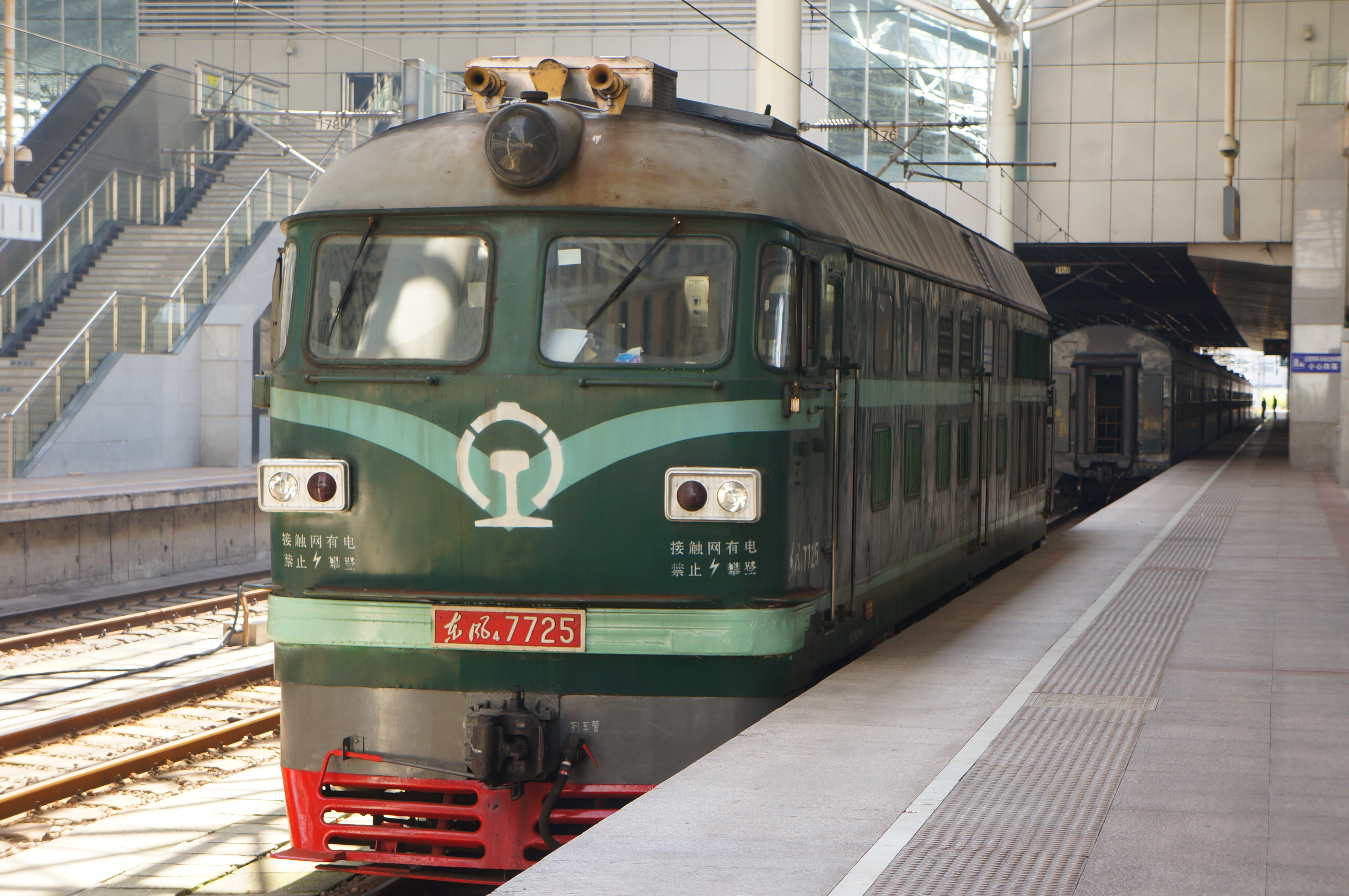
由原东风4E型机车改造而成的东风4B型7725号机车

1997年，戚墅堰机车车辆厂成功研制出采用16V280ZJA型柴油机的东风8B型柴油机车，该型机车是专门为干线货运提速而设计的大功率重载货运柴油机车，柴油机装车功率为3,680千瓦，单机标称功率为3,100千瓦，机车轴重为25吨，单机在4‰坡道以下区段牵引5000吨重载货物列车时的最大速度可达85公里/小时。1999年，东风8B型柴油机车投入批量生产并大量配属南翔机务段，担当沪宁铁路的重载货物列车牵引任务。由于东风4E型柴油机车属于满足重载牵引需求的过渡性产物，而且双机固定重联也导致机车燃油消耗量较大、运用灵活性较差的缺点，相比之下，东风8B型柴油机车明显具有更好的经济性，仅需一台机车已经能够取代双机重联使用的东风4E型机车，担当相同重量的重载列车牵引任务。
2001年至2002年，戚墅堰机车车辆厂根据上海铁路局的要求，将16组东风4E型柴油机车改造为32台东风4B型柴油机车。在保证机车运用可靠性和零部件通用性前提下，尽可能选用东风4B型机车上成熟的产品，主要部件如柴油发电机组、牵引电动机、转向架等仍然利用原车部件。机车改造范围以车体底架与司机室为主，车体按照东风4B型机车的钢结构进行改造，车体第二端增设一个司机室，冷却室和二端司机室之间增加一个隔墙；对柴油机的燃油系统、机油系统、冷却水系统管路重新布局；将东风4E型机车原来采用的斜齿轮静液压变速箱，改造为东风4B型机车通用的直齿轮结构变速箱。电气控制系统方面，司机操纵台及电器柜结构均按照东风4B型机车的标准进行改造，并加装了LTQ-IIA型励磁调节器。
这批由东风4E型机车改造而成的东风4B型机车，新车号为7701～7732号，而此号段与大连机车车辆厂制造的32台东风4B型机车编号重复，因此该号段的每个编号各有两台机车。这两批机车外观基本完全相同，仅机车出厂铭牌标识和驾驶室空调的布置有所区别。这批机车经改造后全部配属上海铁路局上海机务段，主要负责沪昆铁路货运交路、上海至封浜的8521～8526次通勤列车，以及上海铁路枢纽内铁路支线包括何杨支线、南何支线、新闵支线、金山支线等的小运转任务。截至2020年1月，东风4B型7708、7710、7713、7714、7723、7725、7727、7729号机车仍在运用状态，其余24台机车已经退役并被封存在金卫西站。

## 技术特点

### 总体布置

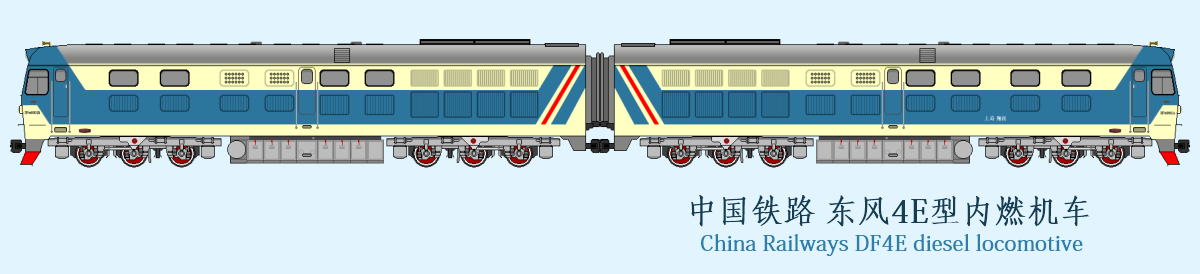
东风4E型机车侧面绘图

东风4E型机车是干线货运用的双节重联十二轴柴油机车，由两节结构相同的单司机室六轴机车联挂而成，分别为A节和B节机车。机车乘务员在本务机车上可同时操纵两节机车，两车之间有橡胶风挡和通过台。机车既可双节重联使用，也可单节独立使用。机车标称功率为5,400马力（4,000千瓦），构造速度为100公里/小时，运转整备重量为2×138吨。东风4E型机车采用单司机室、内走廊式、全钢焊接结构的框架式侧墙承载车体，车体由左右侧壁、底架、车顶、内部隔墙、后端墙、司机室等部分焊接在一起，车体主要骨架采用16Mn低合金钢材。车体长度为20,010毫米，车钩中心线间距为2×21,100毫米，车体宽度为3,105毫米，车体高度为4,755毫米。每节机车的车体底架下部两台转向架之间，吊挂着一个容量为8,000升的燃油箱，燃油箱两侧并设有铅酸蓄电池组，燃油箱前后各设有一个总风缸。
机车从前到后分别为司机室、电气室、动力室、冷却室，其中电气室、动力室和冷却室顶部均设计成活动顶盖，以便拆装车内部件。司机室内机车运行方向的左侧设有司机操纵台、重联控制装置显示器、空气制动机的自动制动阀和单独制动阀等，右侧设有副司机座席及工具箱，司机室后壁设有手制动装置手柄。电气室内设有电气控制柜、主硅整流柜、励磁整流柜和电阻制动柜等电气设备，由启动变速箱驱动的起动发电机、励磁机、测速发电机、前转向架牵引电动机通风机等辅助设备布置在电气室后部地板上。位于机车中部的动力室内安装了一套柴油发电机组，并设有车体通风机、空气滤清器、燃油滤清器、燃油输送泵、膨胀水箱、预热锅炉等辅助设备。柴油机空气滤清系统采用与东风4B型机车相同的二级空气滤清系统，第一级以旋风筒式惯性空气滤清器作为粗滤器，第二级以钢板网式空气滤清器作为细滤器。为了方便对动力装置的检修，机车除了在司机室设有侧门外，在动力室的两侧也设有一对侧门。 
冷却室设有冷却水系统和散热装置，冷却室顶部装有V型结构的肋片扁管式铜散热器，以及两个直径为1,600毫米的轴流式冷却风扇，冷却风扇由静液压马达传动。机车设有两套独立的循环冷却水系统，分别为冷却柴油机的高温冷却水系统（24个散热器单节），以及冷却增压空气、机油、静液压传动油的低温冷却水系统（32个散热器单节）。冷却室下方设有静液压变速箱、后转向架牵引电动机通风机、机油热交换器、空气压缩机等，机车尾端设有重联电气分线箱及空气制动系统的主要阀类。冷却室左右两侧侧壁均设有八个通风百叶窗口。东风4E型机车的空气制动装置沿用了东风4B型机车的JZ-7型空气制动机，但加装了重联阀使两节机车的制动、缓解作用协调一致，两节机车的总风缸之间有平均管相连，使四个总风缸的风压保持平衡。停车制动采用手制动装置。

### 柴油机
每节机车装用一台由四方机车车辆厂制造的16V240ZJB型柴油机，为240/275系列柴油机产品之一。该型柴油机为16气缸、四冲程、V型结构、直接喷射、开式燃烧室、废气涡轮增压、增压空气中间冷却的中速柴油机。与大连机车车辆厂生产的同型号柴油机相比，四方机车车辆厂采用了高强度球墨铸铁整体铸造机体和合金钢整体锻造曲轴，有别于大连厂采用的钢制铸焊组合结构机体和合金球墨铸铁曲轴。整体铸造机体消除了因机体焊缝疲劳造成板材裂纹的隐患，提高柴油机的可靠性和耐久性。柴油机还采用合金锻钢并列连杆、组合式钢顶铝裙活塞、蠕墨铸铁铸造气缸盖。气缸内径为240毫米，活塞行程为275毫米，额定转速为每分钟1000转，最低空载转速为每分钟430转，标定功率为3,600马力（2,650千瓦），装车功率为3,300马力（2,430千瓦），额定工况时的燃油消耗率为160克/有效马力·小时（217克/有效千瓦·小时）。左右两列气缸中心线间夹角为50°，V形夹角上方设有主机油道、进气稳压箱、进气支管、排气支管、排气总管等部分，两套ZN310G型涡轮增压器及中冷器组对称安装在柴油机两端的上方。
16V240ZJB型柴油机采用无级调速装置，通过控制联合调节器配速机构上的步进电机，实现对柴油机的无级调速控制。柴油机由ZQF-80型起动发电机起动，其电源由蓄电池供给。柴油机完成起动后，启动发电机由直流串励电动机变为直流他励发电机，并通过电压调整器输出110伏特直流电，作为辅助发电机使用，用来给蓄电池充电并和向辅助电路及控制电路供电。

### 传动系统
东风4E型机车采用交—直流电传动装置，柴油机通过法兰盘直接驱动一台三相交流同步牵引发电机，通过硅整流装置把牵引发电机发出的三相交流电整流为直流电，再将电能输送给两台转向架上的六台并联连接的直流牵引电动机，通过传动齿轮驱动轮对。柴油机与主发电机之间采用盖斯林格弹性联轴节连接。
牵引发电机采用与东风4C型机车相同的TQFR-3000B型三相交流同步发电机，额定容量为2570千伏安，额定电压为386／606伏特，额定电流为3840／2444安倍，额定转速为每分钟1000转，定子及转子绝缘等级均为F级，冷却方式为径向自通风式，主发电机净重为5100公斤。牵引发电机由一台GQL-45型三相感应子交流发电机励磁，励磁机由柴油机通过启动变速箱驱动，其发出的交流电经励磁整流器转换为直流电后，给发电机的转子励磁绕组励磁。牵引发电机发出的三相交流电由硅整流装置转换成直流电，每节机车上都设有一组GTF-4800/770型硅整流装置，采用由风冷式硅二极管元件组成的三相桥式全波整流电路，硅整流装置有六个串联的整流桥臂，每一桥臂有六个并联的ZP500-20型整流二极管，每节机车共有36个整流二极管元件。硅整流装置的最大直流输出电压为770伏，额定直流输出电流为4800安培。 
东风4E型机车采用永济电机厂制造的ZD109A型四极直流串励牵引电动机，取代了东风4B型机车的ZQDR-410型牵引电动机。该型电动机是在ZQDR-410型牵引电动机的基础上，吸收了在引进ND5型柴油机车时通用电气公司向永济电机厂转让的牵引电动机制造技术，例如压型焊接机座、定子整体压型线圈等，从而提高了额定电流和额定转矩，大幅改善了机车持续牵引特性和恒功率范围。虽然东风4E型机车的柴油机功率与东风4B型机车相等，但由于采用了调压比较大的牵引发电机和牵引电动机，使恒功率速度范围由东风4B型机车的21.6～73.1公里/小时，扩展到19.4～97.5公里/小时。ZD109A型牵引电动机的额定功率为530千瓦，额定电压为670伏，额定电流为845安培，额定转速为每分钟773转，最高转速为每分钟1970转，定子及电枢绝缘等级均为H级，冷却方式为强迫通风。

### 控制系统
东风4E型机车配备了由大连内燃机车研究所研制的“电力传动内燃机车简统化重联装置”，两节机车之间的电气及空气连接通过一组重联电气软管和四根重联空气软管来提供。每节机车各有一套单独的微机控制系统，两节机车的微机系统通过串行通讯相互连接。微机系统在结构上分为三个部分，包括恒功率励磁与电阻制动控制箱、重联控制箱、司机操纵台监控显示屏。控制箱采用英特尔8098单片机为核心并通过扩展接口组成控制系统，实现牵引工况恒功率励磁控制、电阻制动控制、磁场削弱过渡控制、轮对防空转控制、柴油机超速及机车超速保护等功能，同时还确保重联机车中的两台柴油机能够同步调速，司机亦可以在本务机车对另一台机车的柴油机起停、故障励磁、空气压缩机工况进行控制，司机操纵台上设有显示相邻机车状态的监控显示屏。

### 转向架
机车轴式为2×（Co-Co），每节机车的走行部为两台相同的无导框式三轴转向架。转向架采用钢板组焊成封闭式箱形结构的“目”字形构架，由箱形截面的两根侧梁、两根横梁、前后端梁组焊而成，并分别焊有旁承座、拉杆座、外侧弹簧座、牵引拐臂座、电机吊杆座、水平杠杆座、横向止挡、制动座、制动缸座及砂箱座等。轮对轴箱内装有四列圆柱滚子轴承，轴箱定位装置采用拉杆式弹性定位结构，依靠装有橡胶关节元件的轴箱拉杆来实现轴箱的横向和纵向定位。转向架采用四点支承的尼龙摩擦旁承装置，车体全部重量通过八个旁承由两台转向架支承。此外，转向架与车体间还设有弹性侧挡装置，使转向架进出曲线时能够相对与车体进行回转运动。弹簧悬挂装置分为一系和二系悬挂两部分，一系悬挂为轴箱与构架之间的轴箱圆弹簧和橡胶垫，并在1、3、4、6轴装有并列的垂向液压减震器；二系悬挂为转向架构架与车体之间的旁承橡胶堆。牵引力和制动力通过低位平行四杆牵引杆机构传递，牵引点高度距离轨面725毫米。
牵引电动机采用轴悬式驱动方式（滑动抱轴承式半悬挂），即牵引电动机的一侧通过抱轴瓦（滑动轴承）刚性地支承在车轴上，另一侧通过弹性元件（橡胶垫）和吊杆悬挂在转向架构架上；牵引电动机采用顺置方式，即电动机都放在车轴的同一侧，有利于减少轴重转移。牵引齿轮传动比为4.5。基础制动方式为带闸瓦间隙自动调节器的单侧踏面制动，每个车轮各配有一个152毫米直径的制动缸，当机车施行制动时，制动缸从空气制动机获得压缩空气，并通过杠杆机构使闸瓦抱轮产生制动作用。

## 参看
- 東風4B型柴油機車
- 东风8B型柴油机车
- 2TE116型柴油机车
- ND5型柴油机车
- 沪宁铁路